# Чуррос
Чу́ррос, также чу́рро (исп. churros) — жареные во фритюре выпечные изделия продолговатой формы из сладкого заварного теста. Традиционное блюдо на завтрак в Испании.

## Распространение чуррос
Чуррос получили широкое распространение в Испании, Латинской Америке, Франции, Португалии, на юге США и на испаноязычных островах Карибского моря.

## Виды чуррос

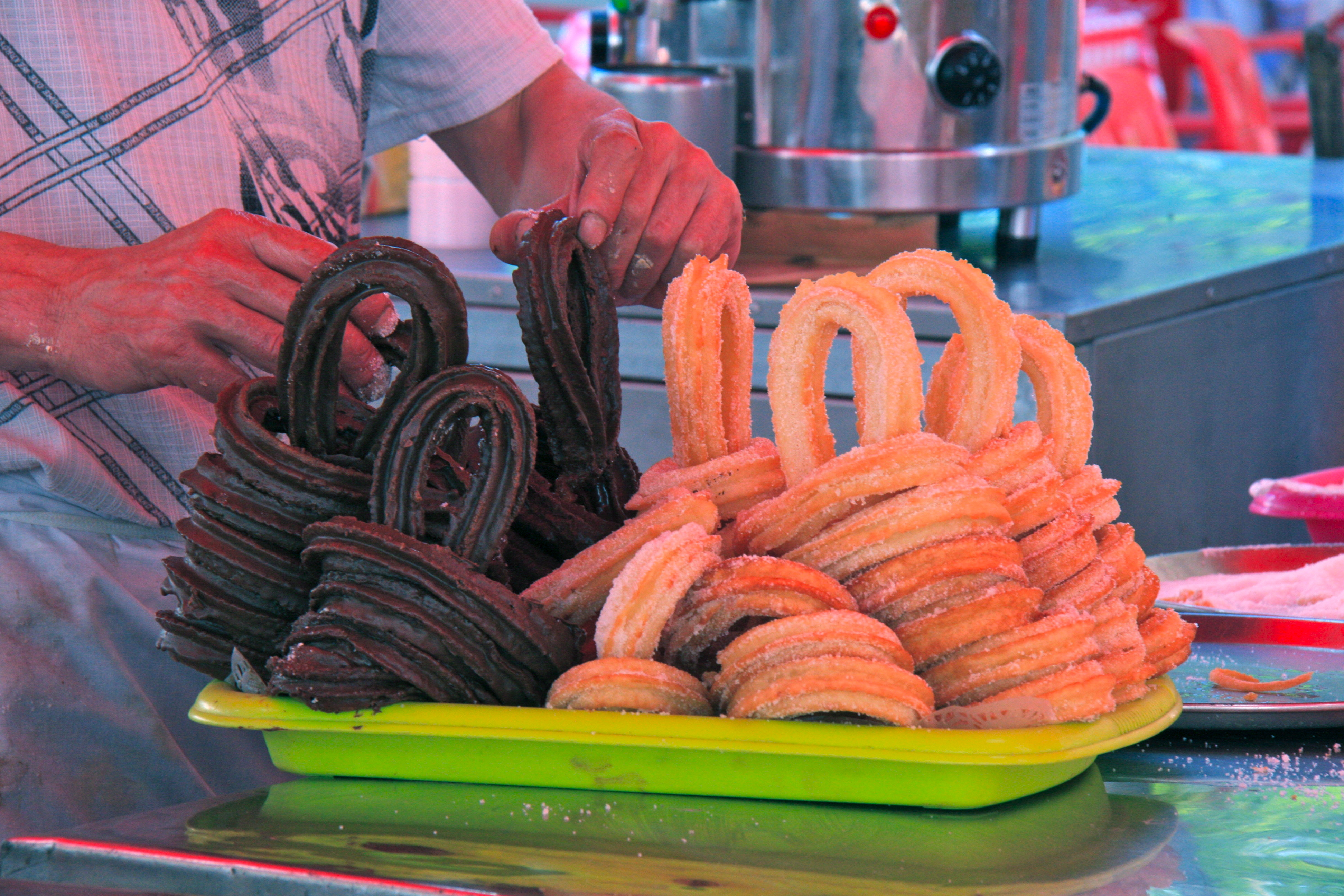
Чуррос «лассо» обычные и в шоколадной глазури

Распространены два основных вида чуррос:
- тонкие в сечении в виде звезды и иногда согнутые в подковку или в виде петли лассо (исп. churros en lazo);
- тонкие или толстые длинные (исп. churros rectos) круглые или звёздные в сечении.

Вид чуррос (его сечение в диаметре) зависит от способа приготовления чуррос: если применяют специальный аппарат, то можно получить звёздные в диаметре чуррос; если приготовление вручную, то просто круглые в диаметре чуррос.
Встречаются варианты чуррос с начинкой (исп. churros porra) и в шоколадной глазури (исп. churros de chocolate).
Первоначально чуррос были просто круглыми в сечении, так как оборудование для приготовления разных видов чуррос появилось сравнительно недавно.
Пончики в виде колечек, так называемый «испанский пончик», не называются чуррос. Такие пончики имеют разные названия в зависимости от начинки и присыпок: буньуэло (исп. buñuelo); донут (исп. dónut). В России такие колечки называют пончиками.

## Подача на стол
У испанцев принято макать чуррос в чашку с горячим шоколадом или к блюду с чуррос подают кофе с молоком.

## Галерея

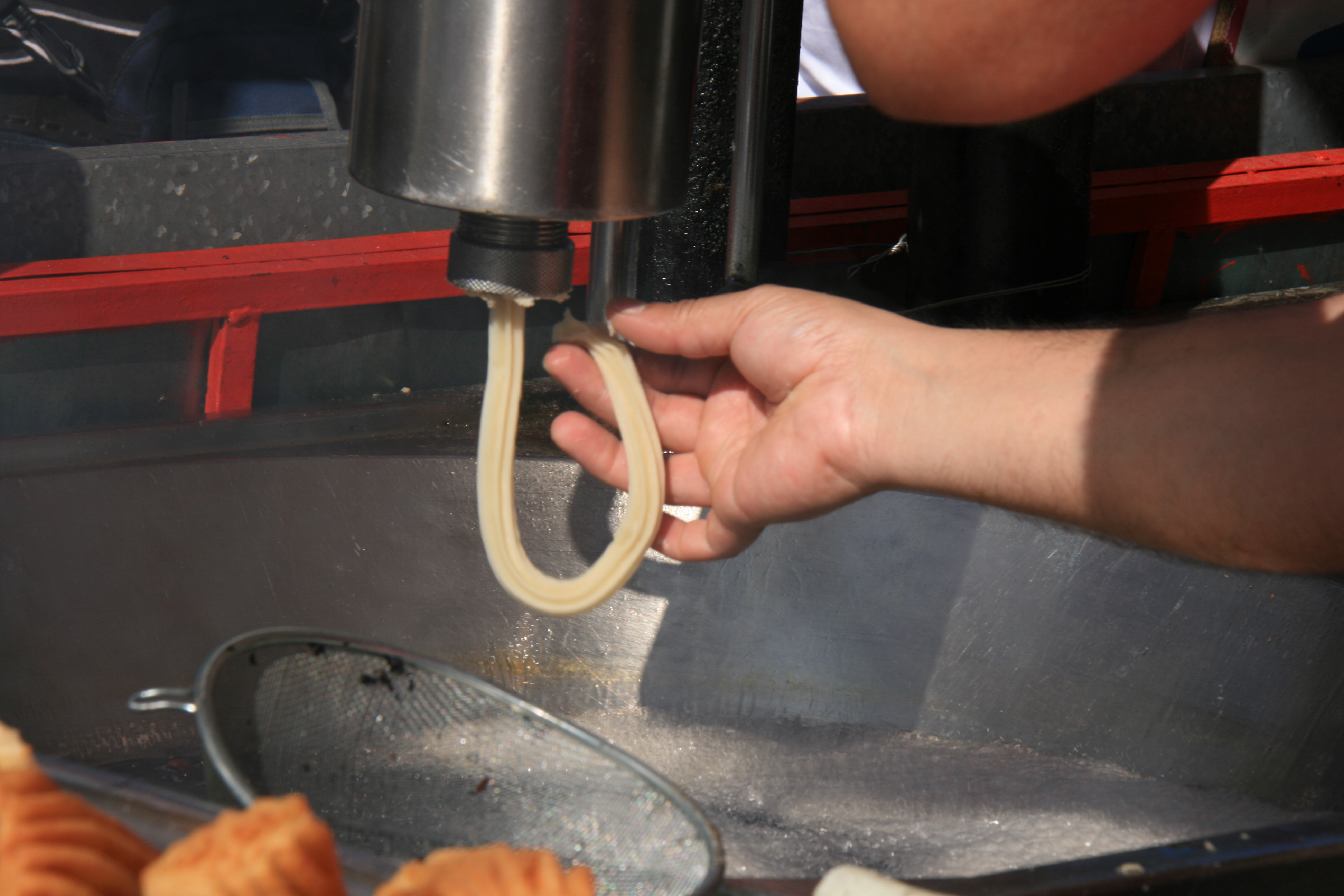
Приготовление чуррос
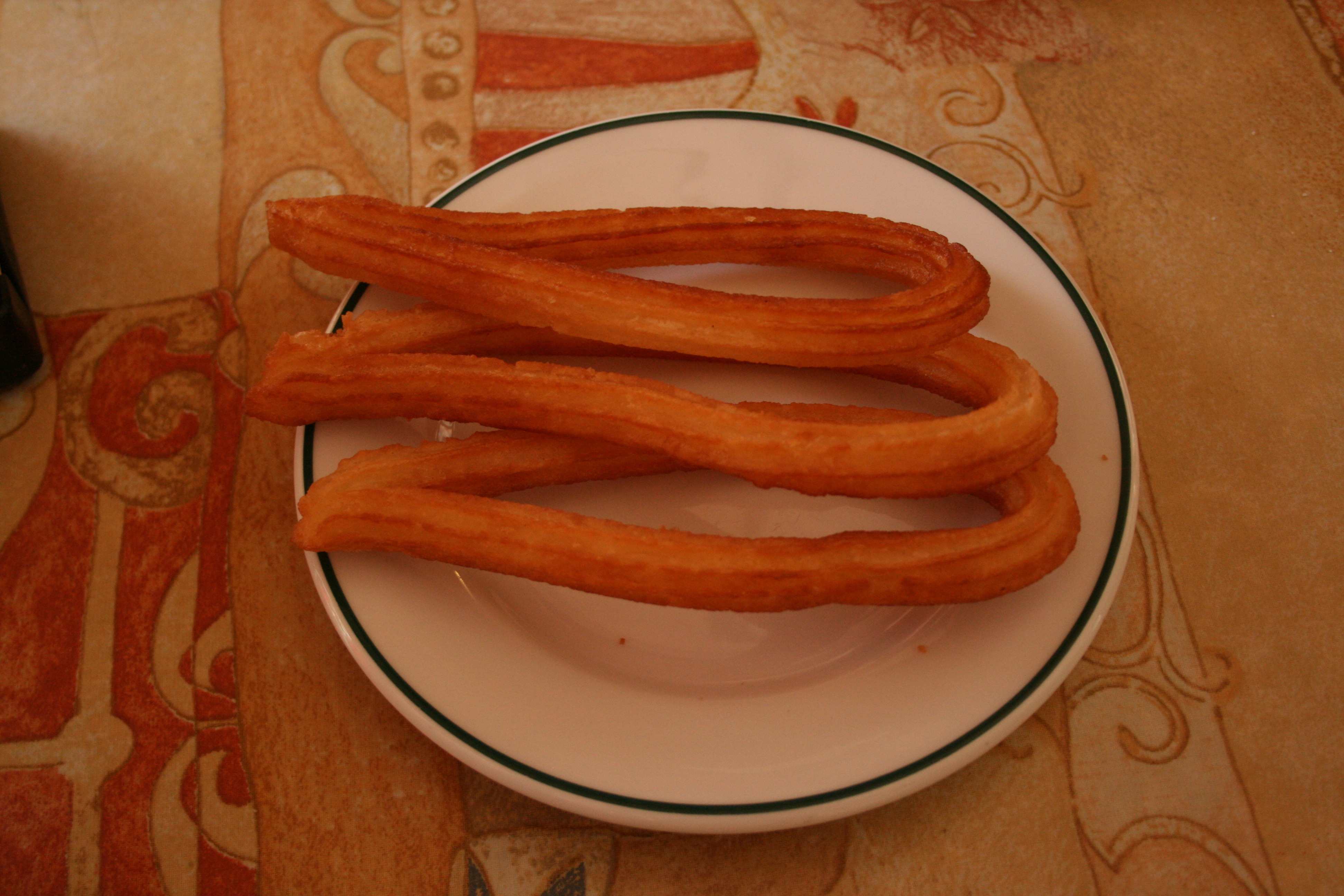
Чуррос в виде лассо. В сечении имеют форму звезды.
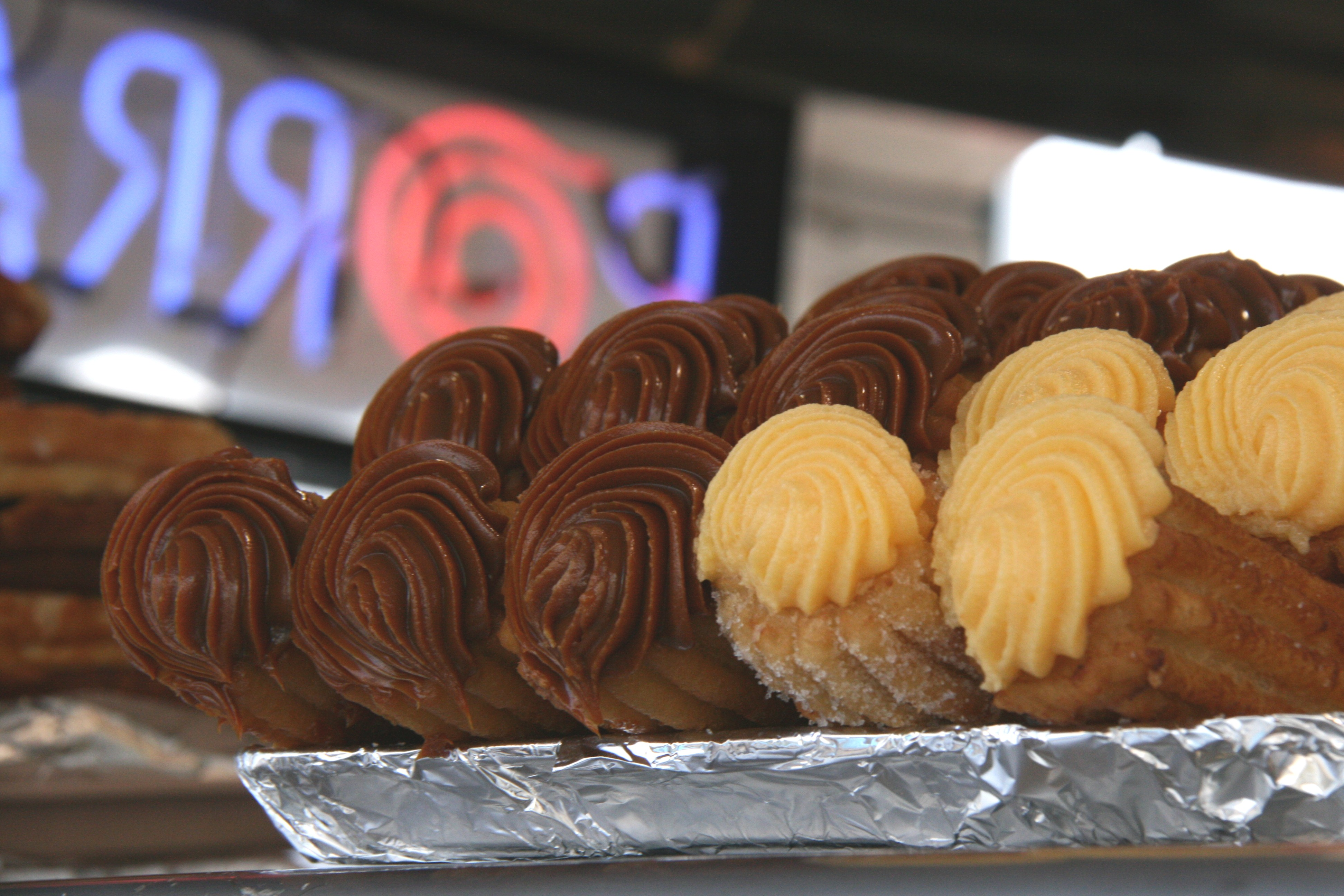
Начинённые шоколадом и кремом чуррос
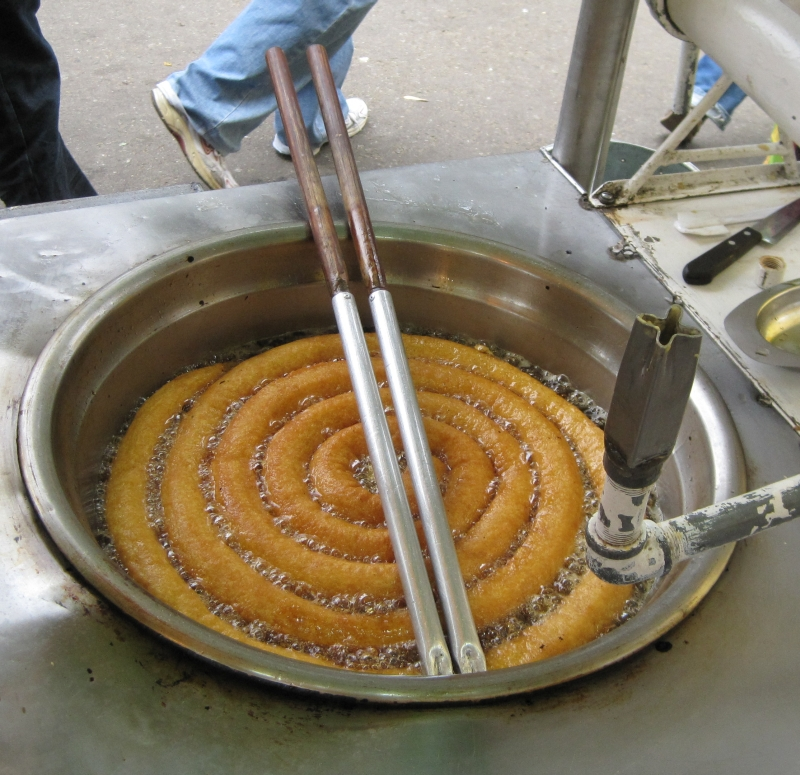
Приготовление круглых в сечении прямых чуррос
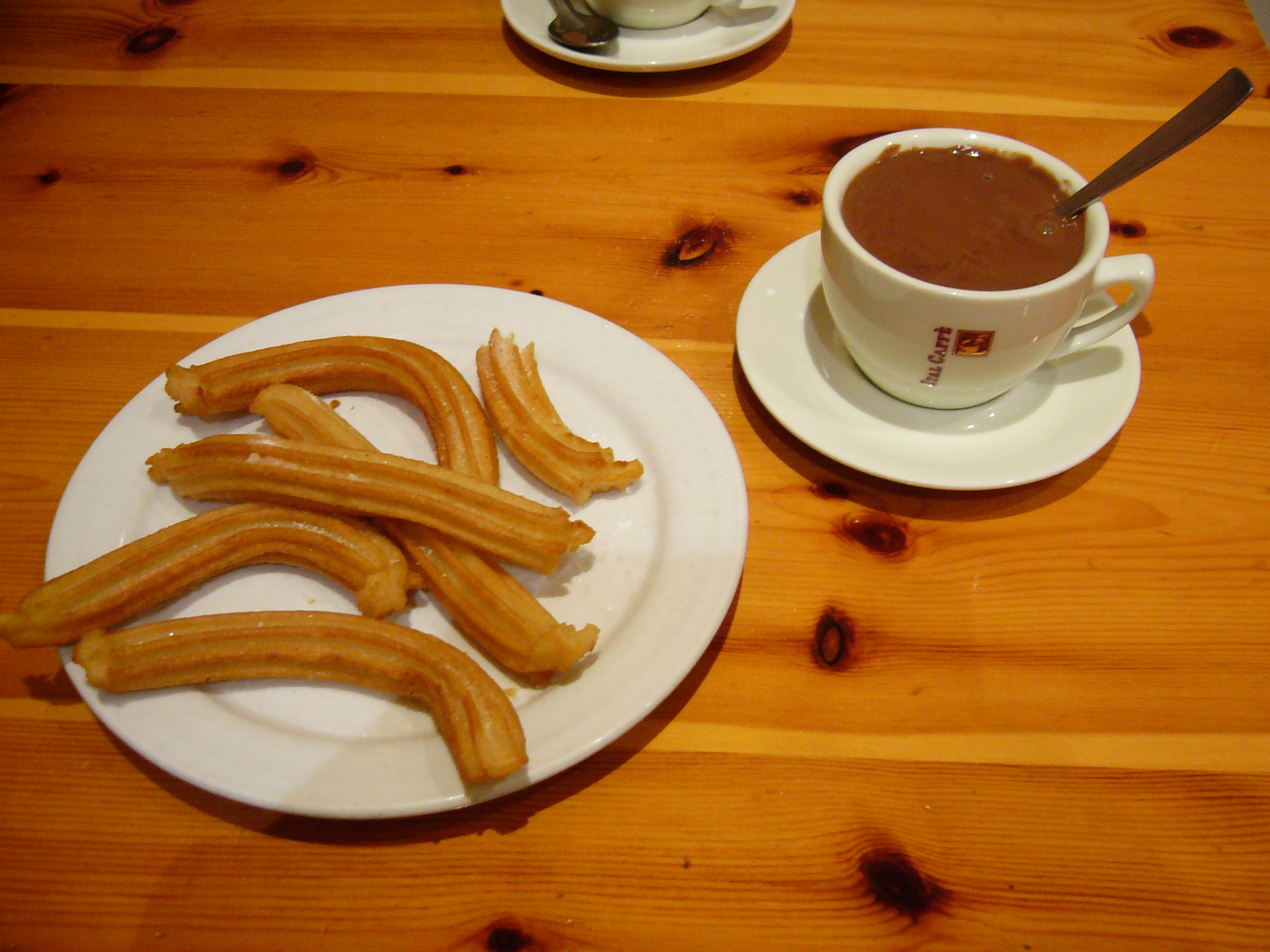
Чуррос с горячим шоколадом